# Tolbàtxik
El Tolbàtxik (en rus: Толбачик, Толбачикский) és un volcà complex que es troba a la península de Kamtxatka, a Rússia. Es compon de dos volcans, un volcà en escut amb una cimera aplanada, el Ploski Tolbàtxik, i un estratovolcà amb una cimera punxeguda, l'Ostri Tolbàtxik. Com que l'Ostri és el més elevat dels dos, sovint el volcà complex sencer és anomenat "Ostri Tolbàtxik". No s'ha de confondre amb Ostry, un altre volcà situat més al nord de la mateixa península.

## Activitat volcànica
La història eruptiva del Tolbàtxik es remunta a milers d'anys i l'erupció més notable -coneguda com la "gran erupció fissural del Tolbàtxik" - va ocórrer l'any 1975. Va ser precedida per un eixam sísmic que va conduir a una predicció encertada de l'erupció pels científics de l'Institut de Vulcanologia i Sismologia de Rússia. L'erupció va crear diversos nous cons de cendra, i en termes de volum de lava emès va ser l'erupció basàltica més gran de Kamtxatka coneguda.
El 27 de novembre de 2012 es va produir una erupció estromboliana a partir de dues fissures. Els fluxos de lava basàltica es van desplaçar amb una velocitat relativament alta i van destruir alguns edificis a una distància de 4 km. L'erupció va durar més d'un mes i la lava va continuar sortint de les fissures durant aquest període. En el vessant sud del volcà, la lava va fluir des d'una línia de fissures sobre una distància de 20 kilòmetres. Segons el KVERT (Kamchatka Volcanic Eruption Response Team), l'erupció va seguir activa fins al 10 de setembre de 2013.

## Mineralogia
Els dipòsits a les fumaroles de Tolbàtxik són rics en minerals. Fins al mes març de 2022 se n'han trobat 292 espècies minerals diferents i 137 d'aquestes han estat descobertes en aquest volcà, de les quals 124 han estat descobertes a l'erupció de la gran fissura. A la muntanya 1004, que pertany al volcà, se'n van descobrir dues espècies més, i al Ploski Tolbàtxik altres quatre.

### Minerals descoberts a l'erupció de la gran fissura
Les 137 espècies descobertes en aquesta zona les podem dividir segons la seva localització exacta a dins del volcà: el con de cendra Naboko, l'avanç nord i l'avanç sud.

#### Con de cendra Naboko
Al con de cendra Naboko han estat descobertes quatre espècies minerals.
| Con de cendra Naboko |                 |
| Nom                  | Fórmula         |
| Bubnovaïta           | K₂Na₈Ca(SO₄)₆   |
| Hermannjahnita       | CuZn(SO₄)₂      |
| Itelmenita           | Na₄Mg₃Cu₃(SO₄)₈ |
| Saranchinaïta        | Na₂Cu(SO₄)₂     |

#### Avanç nord
A l'avanç del nord podem distingir entre el primer con d'escòria, també conegut com el primer con de cendra, i el segon con d'escòria. El segon con d'escòria el podem dividir en les sis fumaroles en les que han estat descrits diferents minerals: fumarola Arsenàtnaia, fumarola Glavnaya Tenoritovaya, fumarola Novaya, fumarola Pyatno, fumarola Treschina i fumarola Yadovitaya.
Al primer con d'escòria s'han descrit 44 espècies, de les quals 10 han estat descrites per primer cop en aquest indret. D'aquestes deu espècies, quatre han estat localitzades al camp de fumaroles del nord. Una d'aquestes noves espècies és la tolbatxita, que rep el seu nom en honor del volcà.
| Primer con d'escòria |                          |
| Nom                  | Fórmula                  |
| Evdokimovita         | Tl₄(VO)₃(SO₄)₅ · 5H₂O    |
| Karpovita            | Tl₂VO(SO₄)₂ · H₂O        |
| Markhininita         | TlBi(SO₄)₂ · H₂O         |
| Meniaylovita         | Ca₄AlSi(SiO₄)F13 · 12H₂O |
| Ponomarevita         | K₄Cu₄OCl10               |
| Tolbachita           | CuCl₂                    |

| Camp de fumaroles del Nord (dins el primer con d'escòria) |                |
| Nom                                                       | Fórmula        |
| Criobostryxita                                            | KZnCl₃ · 2H₂O  |
| Flinteïta                                                 | K₂ZnCl₄        |
| Kalital·lita                                              | K₃Tl3+Cl₆·2H₂O |
| Zincomenita                                               | ZnSeO₃         |

A la fumarola Arsenàtnaia s'han descrit 154 espècies minerals vàlides, de les quals 68 són descobertes en aquest indret.
| Fumarola Arsenàtnaia |                                  |
| Nom                  | Fórmula                          |
| Achyrophanita        | (K,Na)₃(Fe3+,Ti,Al,Mg)₅O₂(AsO₄)₅ |
| Alumoedtollita       | K₂NaCu₅AlO₂(AsO₄)₄               |
| Anatolyita           | Na₆(Ca,Na)(Mg,Fe3+)₃Al(AsO₄)₆    |
| Antipovita           | Cu₅O₂(PO₄)₂                      |
| Arsenatrotitanita    | NaTi(AsO₄)O                      |
| Arsenowagnerita      | Mg₂AsO₄F                         |
| Arsenudinïta         | NaMg₄(AsO₄)₃                     |
| Arsmirandita         | Na18Cu₁₂Fe3+O₈(AsO₄)₈Cl₅         |
| Axelita              | Na14Cu₇(AsO₄)₈F₂Cl2              |
| Badalovita           | Na₂Mg₂Fe(AsO₄)₃                  |
| Bakakinita           | Ca₂V₂O₇                          |
| Calciohatertita      | NaNaCa(CaFe3+)(AsO₄)₃            |
| Calciojohil·lerita   | NaCaMg₃(AsO₄)₃                   |
| Cesiodimita          | CsKCu₅O(SO₄)₅                    |
| Chubarovita          | KZn₂(BO₃)Cl₂                     |
| Criptocalcita        | K₂Cu₅O(SO₄)₅                     |
| Cuprodobrovolskyita  | Na₄Cu(SO₄)₃                      |
| Dioskouriïta         | CaCu₄Cl₆(OH)₄ · 4H₂O             |
| Dmisokolovita        | K₃Cu₅AlO₂(AsO₄)₄                 |
| Dravertita           | CuMg(SO₄)₂                       |
| Edtollita            | K₂NaCu₅Fe3+O₂(AsO₄)₄             |
| Elasmocloïta         | Na₃Cu₆BiO₄(SO₄)₅                 |
| Eleomelanita         | (K₂Pb)Cu₄O₂(SO₄)₄                |
| Ericlaxmanita        | Cu₄O(AsO₄)₂                      |
| Hermannjahnita       | CuZn(SO₄)₂                       |
| Kaliocalcita         | KCu₂(SO₄)₂(OH) · H₂O             |
| Karlditmarita        | Cu9O₄(PO₄)₂(SO₄)₂                |
| Katiarsita           | KTiO(AsO₄)                       |

| Fumarola Arsenàtnaia (cont.) |                                                          |
| Nom                          | Fórmula                                                  |
| Khrenovita                   | Na₃Fe3+ 2(AsO₄)₃                                         |
| Kononovita                   | NaMg(SO₄)F                                               |
| Kozyrevskita                 | Cu₄O(AsO₄)₂                                              |
| Lemannita                    | Na18Cu₁₂TiO₈(AsO₄)₈FCl₅                                  |
| Magganasita                  | CuFe3+ 3O(AsO₄)₃                                         |
| Magnesiohatertita            | (Na,Ca)₂Ca(Mg,Fe3+)₂(AsO₄)₃                              |
| Manganobadalovita            | NaNaMn(MgFe3+)(AsO₄)₃                                    |
| Melanarsita                  | K₃Cu₇Fe3+O₄(AsO₄)₄                                       |
| Milkovoïta                   | Cu₄O(PO₄)(AsO₄)                                          |
| Natroaphthitalita            | KNa₃(SO₄)₂                                               |
| Natromolibdita               | Na₂MoO₄·2H₂O                                             |
| Nishanbaevita                | KAl₂O(AsO₄)(SO₄)                                         |
| Pansnerita                   | K₃Na₃(Fe3+,Al)₆(AsO₄)₈                                   |
| Paraberzeliïta               | NaCa₂Mg₂(AsO₄)₃                                          |
| Pilipenkoïta                 | KCu(AsO₄)·H₂O                                            |
| Popovita                     | Cu₅O₂(AsO₄)₂                                             |
| Rhabdoborita-(V)             | Mg₁₂(V5+,Mo6+,W6+)1·₅O₆{[BO₃]₆-x[(P,As)O₄]xF₂-x} (x < 1) |
| Rhabdoborita-(W)             | Mg₁₂(W6+,V5+)1·₅O₆{[BO₃]₆-x[(P,As)O₄]xF₂-x} (x < 1)      |
| Ryabchikovita                | CuMgSi₂O₆                                                |
| Shchurovskyita               | K₂CaCu₆O₂(AsO₄)₄                                         |
| Shuvalovita                  | K₂(Ca₂Na)(SO₄)₃F                                         |
| Thermaerogenita              | CuAl₂O₄                                                  |
| Udinaïta                     | NaMg₄(VO₄)₃                                              |
| Vasilseverginita             | Cu9O₄(AsO₄)₂(SO₄)₂                                       |
| Vladkuzminita                | K₄CuZn₃(AsO₄)₄                                           |
| Wulffita                     | K₃NaCu₄(SO₄)₄O₂                                          |
| Yurmarinita                  | Na₇(Fe3+,Mg,Cu)₄(AsO₄)₆                                  |
| Zubkovaïta                   | Ca₃Cu₃(AsO₄)₄                                            |

A la fumarola Yadovitaya s'hi troben fins a 64 espècies minerals diferents, 22 de les quals han estat descrites en aquesta fumarola per primera vegada. Aquesta localitat tipus té el rècord mundial d'espècies minerals noves per metre quadrat: se n'han trobat quinze nous minerals en dos metres quadrats.
| Fumarola Yadovitaya |                                       |
| Nom                 | Fórmula                               |
| Aleutite            | [Cu₅O₂](AsO₄)(VO₄)·(Cu,K,Pb,Rb,Cs,)Cl |
| Avdoninita          | K₂Cu₅Cl₈(OH)₄ · 2H₂O                  |
| Belousovita         | KZn(SO₄)Cl                            |
| Borisenkoïta        | Cu₃[(V,As)O₄]₂                        |
| Calciolangbeinita   | K₂Ca₂(SO₄)₃                           |
| Coparsita           | Cu₄2+O₂AsO₄Cl                         |
| Cupromolibdita      | Cu₃2+O(Mo6+O₄)₂                       |
| Dokuchaevita        | Cu₈O₂(VO₄)₃Cl₃                        |
| Kainotropita        | Cu₄Fe3+O₂(V₂O₇)(VO₄)                  |
| Kaliocalcita        | KCu₂(SO₄)₂(OH)·H₂O                    |
| Kamchatkita         | KCu₃O(SO₄)₂Cl                         |

| Fumarola Yadovitaya (cont.) |                                                |
| Nom                         | Fórmula                                        |
| Koryakita                   | NaKMg₂Al₂(SO₄)₆                                |
| Majzlanita                  | K₂Na(ZnNa)Ca(SO₄)₄                             |
| Masaitisita                 | KCu5O₂(SeO₃)₂Cl₃                               |
| Metathenardita              | Na₂SO4                                         |
| Nabokoïta                   | Cu₇Te4+O₄(SO₄)₅ · KCl                          |
| Parawulffita                | K₅Na₃Cu₈(SO₄)₈O₄                               |
| Philoxenita                 | (K,Na,Pb)₄(Na,Ca)₂(Mg,Cu)₃(Fe3+0,5Al0,5)(SO₄)₈ |
| Starovaïta                  | KCu₅O(VO₄)₃                                    |
| Steklita                    | KAl(SO₄)₂                                      |
| Yaroshevskita               | Cu9O₂(VO₄)₄Cl₂                                 |
| Zincobradaczekita           | NaZn₂Cu₂(AsO₄)₃                                |

A la fumarola Glavnaya Tenoritovaya s'han descobert 6 minerals nous, dels 23 diferents que s'hi poden trobar.
| Fumarola Glavnaya Tenoritovaya |                          |
| Nom                            | Fórmula                  |
| Feodosiyita                    | Cu11Mg₂Cl18(OH)₈ · 16H₂O |
| Mellizinkalita                 | K₃Zn₂Cl₇                 |
| Metathenardita                 | Na₂SO₄                   |
| Puninita                       | Na₂Cu₃O(SO₄)₃            |
| Romanorlovita                  | K₈Cu₆Cl17(OH)₃           |
| Sanguita                       | KCuCl₃                   |

A la fumarola Novaya se'n poden trobar dotze espècies diferents, de les quals dues han estat descobertes en aquest indret.
| Fumarola Novaya |                   |
| Nom             | Fórmula           |
| Cloromenita     | Cu9O₂(Se4+O₃)₄Cl₆ |
| Urusovita       | CuAlO(AsO₄)       |

A la fumarola Pyatno i la fumarola Treschina se n'han descobert dos minerals, un a cadascuna.
| Fumarola Pyatno |                          |
| Nom             | Fórmula                  |
| Crisotal·lita   | K₆Cu₆Tl3+Cl17(OH)₄ · H₂O |

| Fumarola Treschina |                 |
| Nom                | Fórmula         |
| Vergasovaïta       | Cu₃O(MoO₄)(SO₄) |

Hi ha tres minerals que també han estat descoberts a l'avanç nord, però que no pertanyen a cap dels indrets mencionats, i tenen l'avanç com a localitat tipus.
| Nom          | Fórmula                     |
| Clorartinita | Mg₂CO₃Cl(OH) · 2,5H₂O       |
| Hatertita    | Na₂(Ca,Na)(Fe3+,Cu)₂(AsO₄)₃ |
| Prewittita   | KPb1,5ZnCu₆O₂(SeO₃)₂Cl10    |

#### Avanç sud
A l'avanç del sud, concretament a la fumarola Glavnoye, s'hi troben una quantitat escassa de minerals. Això no obstant, l'any 1996 s'hi va descobrir una nova espècie, l'ilinskita, gràcies en part també a les mostres recollides al segon con d'escòria de l'avanç sud, fet que fa que aquest mineral tingui tots dos indrets com a localitats tipus. Se n'ha descrit també cotunnita, georgbokiïta i sofiïta.
| Nom       | Fórmula             |
| Ilinskita | NaCu₅O₂(Se4+O₃)₂Cl₃ |

#### Altres minerals descoberts a la gran fissura
Alguns minerals, descoberts a la gran fissura, tenen aquest indret com a localitat tipus, sense especificar cap zona o fumarola concreta.

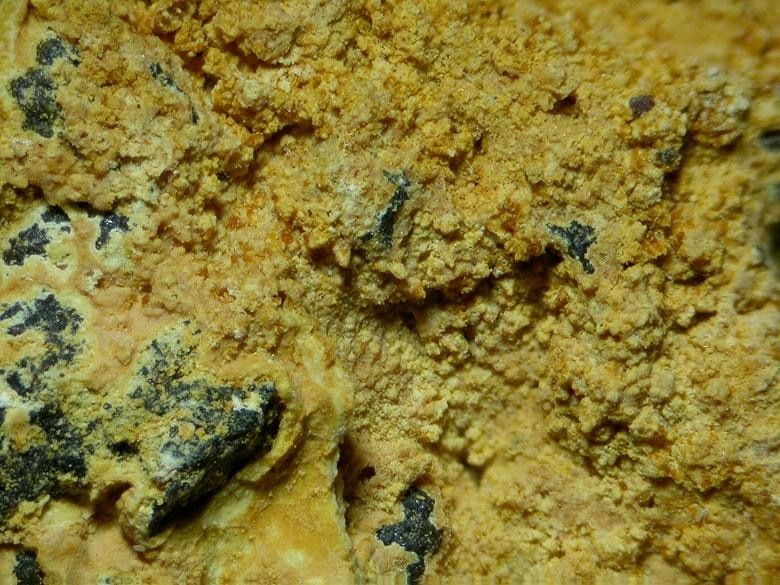
Cristalls de lesukita, trobats a la zona de la gran erupció fissural.

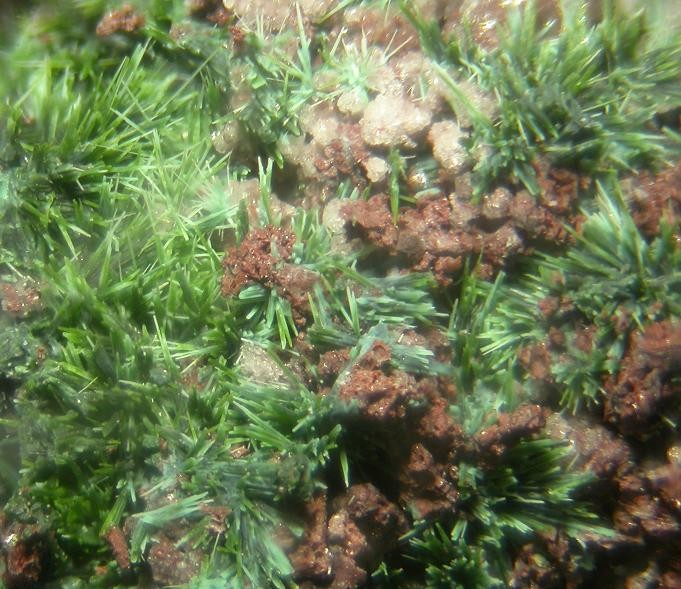
Cristalls de Piypita

| Nom                | Fórmula                     |
| Alarsita           | AlAsO₄                      |
| Al·localcoselita   | Cu1+Cu₅2+PbO₂(SeO₃)₂Cl₅     |
| Alumoklyuchevskita | K₃Cu₃2+AlO₂(SO₄)₄           |
| Atlasovita         | Cu₆2+Fe3+Bi3+O₄(SO₄)₅ · KCl |
| Averievita         | Cu₅O₂(VO₄)₂ · CuCl₂         |
| Bradaczekita       | NaCu₄(AsO₄)₃                |
| Burnsita           | KCdCu₇O₂(SeO₃)₂Cl9          |
| Fedotovita         | K₂Cu₃O(SO₄)₃                |
| Filatovita         | K(Al,Zn)₂(As,Si)₂O₈         |
| Georgbokiïta       | Cu₅O₂(Se4+O₃)₂Cl₂           |
| Grigorievita       | Cu₃Fe₂3+Al₂(VO₄)₆           |

| Nom               | Fórmula                   |
| Ivsita            | Na₃H(SO₄)₂                |
| Klyuchevskita     | K₃Cu₃Fe3+O₂(SO₄)₄         |
| Krasheninnikovita | KNa₂CaMg(SO₄)₃F           |
| Leningradita      | PbCu₃(VO₄)₂Cl₂            |
| Lesukita          | Al₂(OH)₅Cl · 2H₂O         |
| Nicksobolevita    | Cu₇(SeO₃)₂O₂Cl₆           |
| Ozerovaïta        | Na₂KAl₃(AsO₄)₄            |
| Parageorgbokiïta  | Cu₅O₂(SeO₃)₂Cl₂           |
| Piypita           | K₄Cu₄O₂(SO₄)₄ · (Na,Cu)Cl |
| Vlodavetsita      | Ca₂Al(SO₄)₂F₂Cl · 4H₂O    |
| Wrightita         | K₂Al₂O(AsO₄)₂             |

### Minerals descoberts al Ploski Tolbàtxik
Al Ploski Tolbàtxik s'han descobert un total de cinc espècies minerals. A més d'aquestes espècies també se n'ha trobat d'altres com la thenardita, la tenorita i l'or. Dues d'aquestes espècies descobertes en aquest volcà, la belomarinaïta i la medvedevita, van ser trobades concretament al camp de lava de Toludskoe.
| Plosky Tolbàtxik |                    |
| Nom              | Fórmula            |
| Belomarinaïta    | KNa(SO₄)           |
| Deltalumita      | Al₂O₃              |
| Marinaïta        | Cu₂Fe3+O₂2(BO₃)    |
| Medvedevita      | KMn2+ 2V₂O₆Cl·2H₂O |
| Novograblenovita | (NH₄)MgCl₃·6H₂O    |

### Minerals descoberts a la muntanya 1004
A la muntanya 1004, pertanyent al Tolbàtxik, s'hi han descobert quatre espècies minerals entre les gairebé cinquanta diferents que s'hi poden trobar: la cromviskontita, la paramolibdomenita, la pliniusita i la viskontita.
| Muntanya 1004     |                          |
| Nom               | Fórmula                  |
| Cromviskontita    | Pb₅Cu₂(CrO₄)₃(SeO₃)(OH)₆ |
| Paramolibdomenita | PbSeO₃                   |
| Pliniusita        | Ca₅(VO₄)₃F               |
| Viskontita        | Pb₅Cu₂(SO₄)₃(SeO₃)(OH)₆  |

### Altres minerals descoberts al volcà
Algunes de les espècies han estat descobertes al volcà i no pertanyen a cap de les dues grans erupcions, fent constar com a localitat tipus el mateix volcà.
| Nom            | Fórmula        |
| Lammerita-β    | Cu₃(AsO₄)₂     |
| Pauflerita     | VO(SO₄)        |
| Pseudolyonsita | Cu₃(VO₄)₂      |
| Sofiïta        | Zn₂(Se4+O₃)Cl₂ |